# زونتهوفن
شهر زونتهوفن (به آلمانی: Sonthofen) در ایالت بایرن در کشور آلمان واقع شده‌است.